# Oosterbos

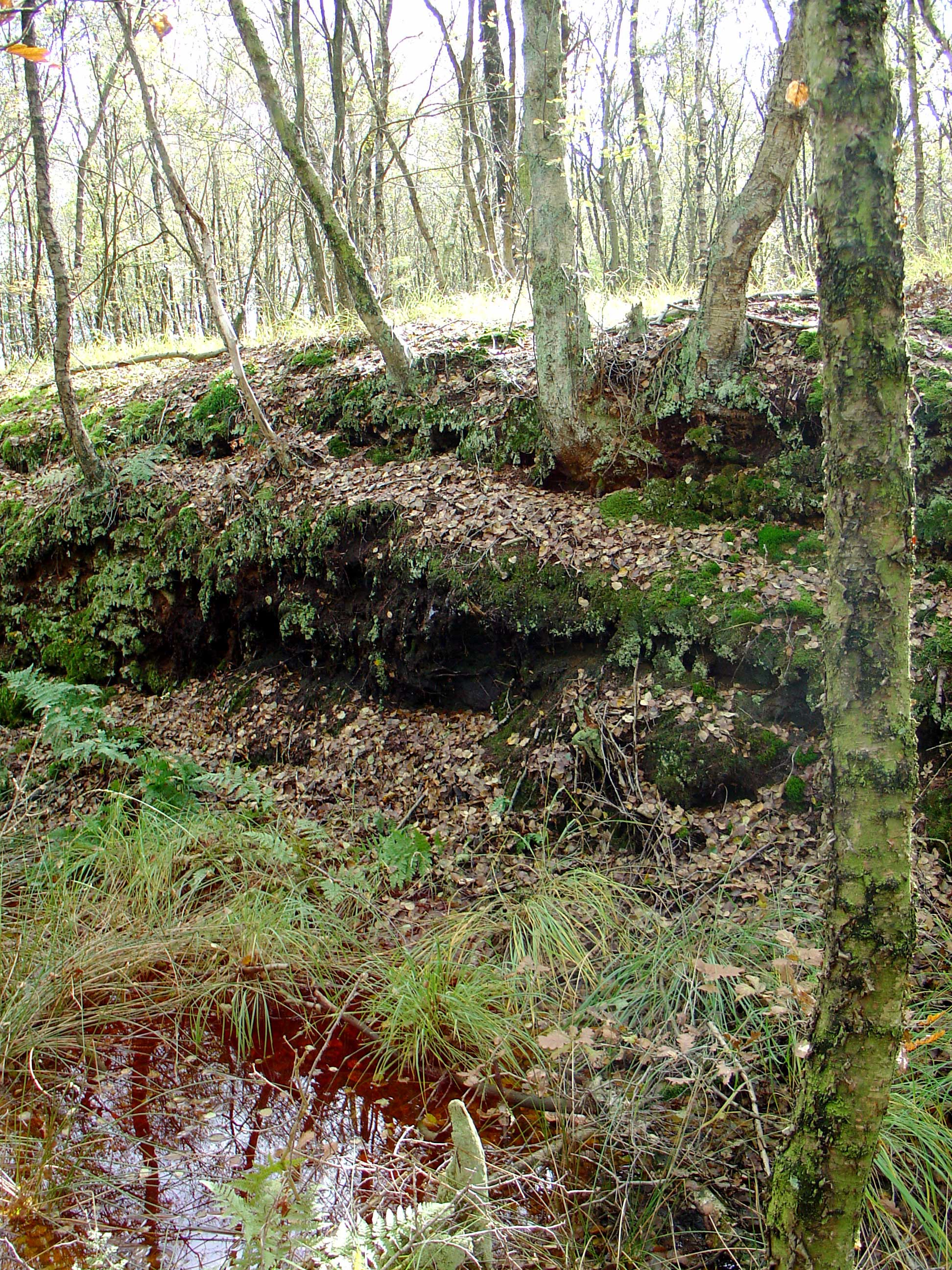
Bomen op het onafgegraven hoogveen van het Oosterbos

Het Oosterbos is een bos van circa 250 hectare ten oosten van de Drentse plaats Emmen.
Het Oosterbos is aangeplant in de zeventiger jaren van de 20e eeuw door Staatsbosbeheer in het kader van de herinrichting van de Veenkoloniën. Het bos is grotendeels aangeplant op niet afgegraven hoogveen. Door het verhogen van het grondwaterpeil wordt getracht de aangroei van hoogveen te stimuleren. Het bos maakt deel uit van de boswachterij Emmen waartoe ook de Emmerdennen, het Noordbargerbos en het Valtherbos behoren.
Ten oosten van het Oosterbos ligt het uitgestrekte landgoed Scholtenszathe. Dit gebied was in de 19e eeuw gekocht door Willem Albert Scholten, die het heeft ontgonnen en geschikt gemaakt voor de aardappelteelt. Het niet ontgonnen hoogveen van het Oosterbos ligt dan ook meters hoger dan het afgegraven aangrenzende gebied van de Scholtenszathe.